# Tiroteos de Chattanooga de 2015
Los tiroteos de Chattanooga de 2015 se produjeron el 16 de julio de 2015 cuando Muhammad Youssef Abdulazeez abrió fuego contra dos instalaciones militares en Chattanooga, Tennessee. Primero cometió un tiroteo desde un vehículo en movimiento en un centro de reclutamiento, luego viajó a un centro de la Reserva de la Marina de los Estados Unidos y continuó disparando, donde la policía lo mató en un tiroteo. Cuatro infantes de marina murieron en el lugar. Un marinero de la armada, un reclutador de la marina y un oficial de policía resultaron heridos; el marinero murió a causa de sus heridas dos días después.
El 16 de diciembre, luego de una investigación, el exdirector la Oficina Federal de Investigaciones (FBI) , James B. Comey, dijo que los tiroteos fueron "motivados por la propaganda de una organización terrorista extranjera".

## Tiroteos
Los tiroteos comenzaron poco después de las 10:30 a. m. (hora local) en el Centro de Carreras de las Fuerzas Armadas ubicado sobre Lee Highway. El centro reclutó personal para las ramas de las fuerzas armadas de los Estados Unidos, incluido el ejército de los Estados Unidos, la fuerza aérea y la guardia nacional de Tennessee. Allí, Abdulazeez disparó de 30 a 45 tiros hacia la oficina desde el interior de un Ford Mustang convertible plateado de alquiler, hiriendo a un infante de marina estadounidense. Luego escapó y dirigió a los miembros del Departamento de Policía de Chattanooga en una persecución de siete millas. En el momento del primer tiroteo, solo siete personas, incluido el infante de marina herido, se encontraban dentro del centro de reclutamiento.
Abdulazeez condujo 7 millas (11,3 km) hacia un centro de Reserva de la Marina de los Estados Unidos sobre  Amnicola Highway en Chattanooga, donde embistió su vehículo a través de una puerta de seguridad. Condujo hasta uno de los edificios del centro, donde trabajaba el personal de inspectores e instructores de la Mike Battery, el 3.º Batallón, el 14.º de Infantería de Marina y los marineros.
Abdulazeez primero le disparó, luego cargó adentro y continuó disparando, hiriendo fatalmente a un marinero. Abdulazeez luego salió del edificio por la parte de atrás y entró en un área cercada de estacionamientos, donde disparó a varios infantes de marina. De tres a cinco minutos después de que comenzara el segundo tiroteo, volvió a entrar al edificio, donde disparó contra los policías que respondieron. Finalmente, cinco policías (oficiales Keven Flanagan, Jeff Lancaster, Sean O'Brien, Lucas Timmons, Grover Wilson III) le dispararon fatalmente fuera de las instalaciones.

### Secuelas

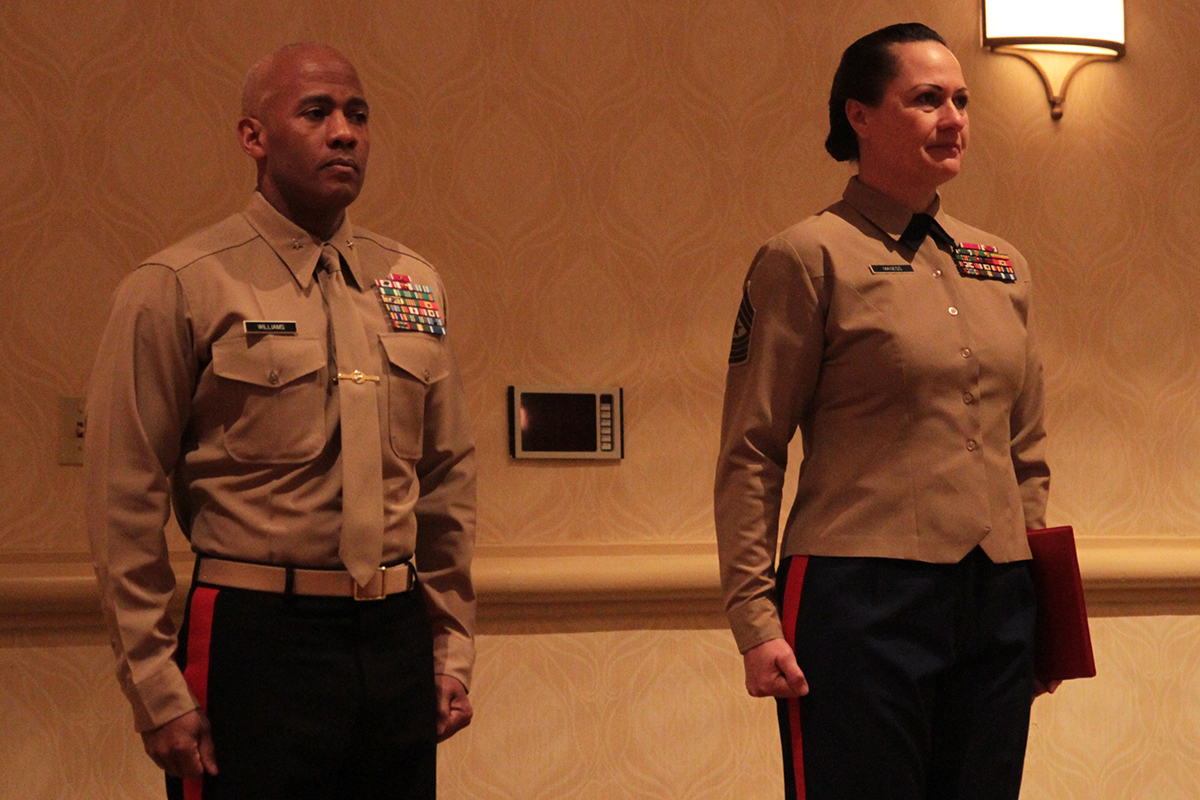
El sargento DeMonte R. Cheeley víctima del tiroteo recibiendo el Corazón Púrpura.

Los tiroteos abarcaron un período de treinta minutos. Abdulazeez disparó alrededor de 100 rondas. Se establecieron bloqueos cerca de los sitios de los tiroteos.
Después de los disparos, las autoridades dijeron que Abdulazeez portaba un rifle semiautomático y una pistola de 9 mm. También se recuperó de su automóvil una escopeta semiautomática Saiga-12 calibre 12. También llevaba puesto un chaleco que podía contener munición extra. La policía incautó un rifle semiautomático AR-15 en la casa de Abdulazeez.
Los investigadores descubrieron una pistola Glock de 9 mm que pudo haber sido propiedad privada de uno de los marines asesinados y están determinando si se usó contra Abdulazeez durante los tiroteos. También se determinó que el oficial al mando del centro de reserva usó un arma de fuego personal contra Abdulazeez.

## Víctimas
Cinco personas, excluyendo al pistolero, murieron en los tiroteos. Incluyeron cuatro infantes de marina estadounidenses que murieron en el lugar y un marinero que murió en un hospital dos días después. A todos les dispararon en el centro de la Reserva de la Marina de los Estados Unidos, uno dentro de un edificio y los otros cuatro en un área cercana a un estacionamiento. Todas las víctimas intentaron distraer al pistolero, devolvieron el fuego y ayudaron a las personas a escalar una cerca para ponerse a salvo. Algunas de las víctimas murieron mientras devolvían el fuego a Abdulazeez, brindando cobertura a un grupo más grande de víctimas potenciales que escapaban por una valla. La víctimas fatales fueron identificadas como:
| Nombre                 | Años | Ciudad natal               | Rama               | Rango                                      |
| ---------------------- | ---- | -------------------------- | ------------------ | ------------------------------------------ |
| Carson A. Holmquist    | 25   | Grantsburg, Wisconsin      | Cuerpos de marines | Sargento                                   |
| Randall Smith          | 26   | Pauling, Ohio              | Armada             | Especialista en logística de segunda clase |
| Thomas J. Sullivan     | 40   | Springfield, Massachusetts | Cuerpos de marines | Sargento de artillería                     |
| Squire K. "Skip" Wells | 21   | Marietta, Georgia          | Cuerpos de marines | Soldado de primera                         |
| David A. Wyatt         | 37   | Russellville, Arkansas     | Cuerpos de marines | Sargento del Estado Mayor                  |

Además, otras dos personas resultaron heridas. Eran el sargento DeMonte Cheeley, un reclutador de la Marina que recibió un disparo en la pierna, fue tratado y puesto en libertad; y Dennis Pedigo, Jr., un sargento de policía que recibió un disparo en el tobillo.

## Perpetrador
Muhammad Youssef Abdulazeez (Kuwait, 5 de septiembre de 1990 - Chattanooga, 16 de julio de 2015), residente de Hixson, Tennessee, fue identificado como el pistolero.

### Biografía
Abdulazeez era un ciudadano estadounidense naturalizado; nació en Kuwait el 5 de septiembre de 1990, de padres palestino-jordanos. Abdulazeez tenía un pasaporte jordano temporal como documento de viaje (comúnmente emitido a los palestinos por el gobierno jordano); las autoridades jordanas enfatizaron que Abdulazeez no era ciudadano jordano.
Abdulazeez emigró a Estados Unidos con su familia en 1996 y se convirtió en ciudadano estadounidense en 2003. Durante la Segunda Intifada, Abdulazeez, entonces de quince años, viajó con su padre a Jamma'in, el pueblo de Cisjordania donde nació el padre, con el objetivo de adquirir una identificación palestina.
Abdulazeez se graduó de la escuela secundaria Red Bank. Obtuvo un título en ingeniería eléctrica de la Universidad de Tennessee en Chattanooga en 2012 y aprendió a administrar los sistemas de energía eléctrica como pasante en la Autoridad del Valle de Tennessee. El 20 de mayo de 2013, comenzó a trabajar como ingeniero en la Central nuclear de Perry en North Perry, Ohio pero lo despidieron diez días después después de dar positivo en una prueba de drogas. Según un portavoz de FirstEnergy, que administra la estación, Abdulazeez trabajó y recibió capacitación general solo en un edificio de oficinas administrativas y no tuvo acceso a información confidencial. En los tres meses previos al tiroteo, Abdulazeez fue empleado de Superior Essex como supervisor de su oficina en Franklin, Tennessee.
Según The Washington Post, los padres de Abdulazeez se describieron a sí mismos en sus procedimientos de divorcio como "nativos del Estado de Palestina" y "mantuvieron un estilo de vida musulmán estricto y conservador". Abdulazeez frecuentaba un campo de tiro con sus compañeros de trabajo.
Según un funcionario encargado de hacer cumplir la ley, el padre de Abdulazeez había sido incluido en una lista de vigilancia de terroristas e investigado muchos años antes del tiroteo por dar dinero a una organización con posibles conexiones terroristas. El padre fue interrogado durante un viaje al extranjero, pero finalmente fue eliminado de la lista de vigilancia. No fue acusado de ningún delito y la información obtenida en esa investigación no reveló nada sobre su hijo.

### Inestabilidad mental y abuso de sustancias
Abdulazeez tenía problemas con las drogas y el alcohol, y su familia trató de ubicarlo en un programa de rehabilitación. El New York Times informó que los límites en la cobertura de seguro de salud de la familia "frustraron su plan para que él entrara en rehabilitación". La investigación posterior al tiroteo reveló que Abdulazeez "tenía serios problemas psicológicos".
Según un representante de la familia, Abdulazeez abusaba de pastillas para dormir, opioides, analgésicos y marihuana junto con el alcohol. También había tenido una deuda de miles de dólares y planeaba declararse en bancarrota. En 2012 o 2013, Abdulazeez comenzó la terapia por su abuso de drogas y alcohol. También había recibido tratamiento para la depresión y, a menudo, dejaba de tomar su medicación. Tras los disparos, los padres de Abdulazeez afirmaron que su hijo sufría de depresión. Según una fuente proporcionada por CNN, Abdulazeez sufría de trastorno bipolar.

### El viaje y las acciones de Abdulazeez antes del tiroteo
Abdulazeez no atrajo la atención del FBI antes de los tiroteos. Abdulazeez viajó cinco veces a Jordania. Su primer viaje fue en 2003 y el último viaje fue entre abril y noviembre de 2014, cuando Abdulazeez visitó a un tío materno. Esta última visita fue organizada por la familia de Abdulazeez, que querían que se alejara de amigos que creían que eran malas influencias para él. Abdulazeez también viajó a Kuwait en 2008.
Los relatos sobre la duración de la estadía de Abdulazeez con su tío varían de dos a siete meses. Según los informes, Abdulazeez llevó una vida solitaria en Jordania.
El único contacto anterior conocido de Abdulazeez con la policía fue un arresto el 20 de abril de 2015 por conducir bajo la influencia del alcohol (DUI). Un portavoz de la familia dijo que el arresto desencadenó un aumento severo de su depresión.
Después de su visita a Jordania en 2014, Abdulazeez les dijo a sus amigos que Jordania, Catar y Arabia Saudita deberían haber enviado más ayuda a Hamás durante el conflicto entre Israel y Gaza de 2014. También notaron un cambio en su comportamiento y que hizo declaraciones críticas contra el Estado Islámico de Irak y el Levante (ISIL).
En los meses previos al tiroteo, Abdulazeez asistía regularmente a las oraciones de los viernes en una mezquita y se cree que escribió una entrada de blog en la que instó al estudio del Corán para dar sentido a la vida. Según su familia, Abdulazeez había buscado en línea sobre el martirio y se había estado preguntando si convertirse en mártir lo absolvería de sus pecados. El 20 de julio se descubrieron varios escritos pertenecientes a Abdulazeez, que datan de 2013. En ellos, escribió sobre tener pensamientos suicidas después de perder su trabajo debido al consumo de drogas y su deseo de "convertirse en mártir". Las autoridades que buscaron en su computadora encontraron que tenía CD y había descargado videos del reclutador de al-Qaeda Anwar al-Awlaki. Un portavoz del FBI declaró que "hay algunos pensamientos bastante radicalizados" en los escritos.
Sin embargo, ninguno de los escritos expuso planes para un ataque o explicó un motivo. La motivación se deduce del hecho de que el 11 de julio, Abdulazeez compró municiones en una tienda Wal-Mart. El 13 de julio, escribió largas entradas en el diario, describiendo la vida como una especie de prisión y advirtiendo: "No se deje engañar por sus deseos, esta vida es corta y amarga y la oportunidad de someterse a Alá puede pasar". También escribió que la gente pensaba erróneamente que los (Compañeros del Profeta) "eran sacerdotes que vivían en monasterios", pero esto no era cierto, "ellos lucharon en la Yihad por la causa de Alá, todos tuvieron que hacer sacrificios en sus vidas." Horas antes del tiroteo, envió un mensaje de texto con un versículo islámico a un amigo que decía: "Cualquiera que muestre enemistad con un amigo mío, entonces le he declarado la guerra".

## Investigación criminal

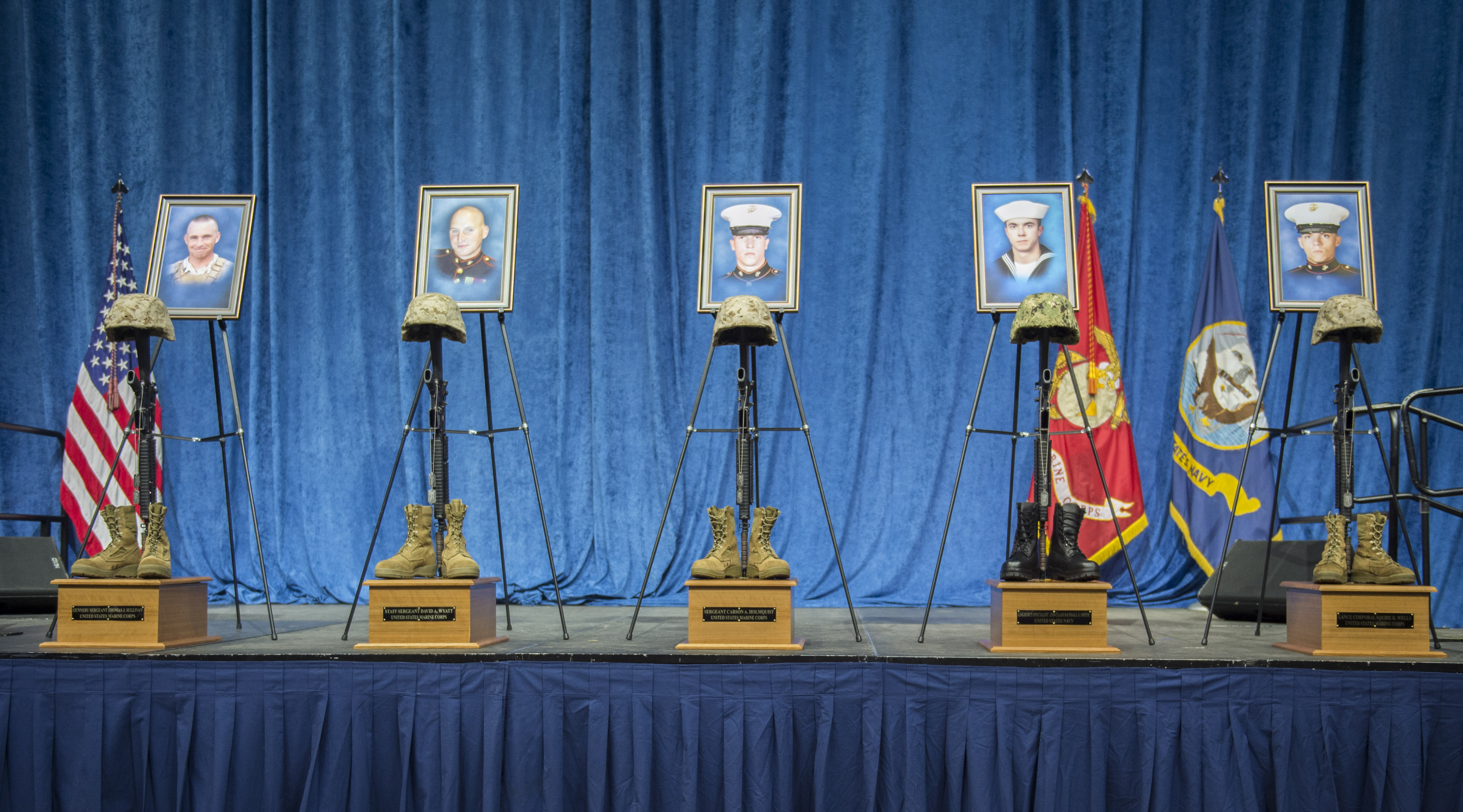
Cruces de batalla para los miembros del servicio caídos en el escenario durante una conmemoración celebrada en la Universidad de Tennessee en Chattanooga.

Un funcionario que participó en la investigación le dijo a The New York Times que no había evidencia de que Abdulazeez estuviera en contacto con reclutadores de redes sociales que trabajaran para ISIL, y explicó: "Este caso parece ser mucho más parecido al modelo antiguo, en el que estaba interesado en el Islam radical y buscaba aprender más sobre él en línea mirando videos y lecturas."
El tiroteo fue investigado por el FBI como un caso de yihadismo desde el principio. El Servicio de Investigación Criminal Naval también participó en la investigación. El 23 de julio de 2015, inmediatamente después del ataque, el agente especial del FBI Ed Reinhold declaró que el ataque estaba siendo tratado como obra de "un extremista violento local" y que el FBI está explorando la idea de que Abdulazeez se autoradicalizó. Al mes siguiente, el secretario de Defensa, Ash Carter, dijo que es posible que los investigadores nunca puedan determinar "qué combinación de mente perturbada, extremismo violento e ideología de odio estaba en juego". En noviembre de 2015, el director del FBI, James Comey, dijo: "Todavía estamos tratando de asegurarnos de entender a Abdulazeez, sus motivaciones y asociaciones, de una manera realmente buena".
El 16 de diciembre de 2015, Comey dijo que la investigación del FBI había concluido que "no hay duda de que [Abdulazeez] fue inspirado, motivado por la propaganda de una organización terrorista extranjera". Comey agregó que era difícil determinar qué grupo o grupos terroristas específicos inspiraron a Abdulazeez. El mismo día, el secretario de marina, Ray Mabus, anunció que se otorgaría el Corazón Púrpura a las víctimas de los tiroteos.

Según el profesor Charles Kurzman, los tiroteos fueron parte de un "alejamiento de intentos elaborados a gran escala de usar armas de destrucción masiva u otros complots de alto perfil, el sello distintivo de Al Qaeda y sus afiliados, hacia una dotación de tecnología más baja". estrategia de hágalo usted mismo propagada por ISIL y otros grupos. El presidente Barack Obama expresó pensamientos similares en un discurso de diciembre de 2015, diciendo:
La amenaza terrorista ha evolucionado hacia una nueva fase. A medida que mejoramos en la prevención de ataques complejos y multifacéticos como el 11S, los terroristas recurrieron a actos de violencia menos complicados, como los tiroteos masivos que son demasiado comunes en nuestra sociedad. Es este tipo de ataque el que vimos en Fort Hood en 2009, en Chattanooga a principios de este año y ahora en San Bernardino.

## Reacciones

### Líderes
- El presidente Barack Obama calificó el hecho de "desgarrador" y expresó públicamente sus condolencias a las familias de las víctimas en un comunicado.[63] El 21 de julio, ordenó que todas las banderas de la Casa Blanca, los edificios federales y las embajadas estadounidenses en el extranjero ondearan a media asta.[64]
- El vicepresidente Joe Biden, hablando en una conmemoración para las víctimas, expresó sus condolencias a sus familias y llamó al pistolero un "yihadista pervertido".[65]
- El secretario de marina, Ray Mabus, calificó los tiroteos de "devastadores y sin sentido" y ofreció sus condolencias a las familias de las víctimas. Prometió una investigación sobre futuras vulnerabilidades.[66]
- El general de división del Cuerpo de Marines de Estados Unidos, Paul W. Brier y comandante general de la 4.ª División de Infantería de Marina, habló en la conferencia de prensa televisada a nivel nacional celebrada en Chattanooga el 22 de julio de 2015. Elogió a los infantes de marina y marineros que arriesgaron sus vidas para ayudar a otros y detener al pistolero. “El legado de ese día es uno de valor”.[67] "'Puedo decirles que nuestros infantes de marina reaccionaron de la manera que esperaban', dijo el mayor general. “Rápidamente pasando de una habitación a otra, pusieron a salvo a sus compañeros marines. Una vez que se pusieron a salvo, algunos corrieron de buena gana a la pelea".[68][69] "Los extrañaremos pero nunca los olvidaremos", dijo Brier sobre los cuatro infantes de marina y un suboficial de la Marina que murieron”.[70]
- El gobernador de Tennessee, Bill Haslam, dijo: "Me uno a todos los habitantes de Tennessee para sentirnos asqueados y entristecidos por esto".[71]
- El alcalde de Chattanooga, Andy Berke, calificó los tiroteos como "una pesadilla para la ciudad de Chattanooga".[72]
- El comandante de la batería, el mayor Michael Abrams, hablando en el servicio conmemorativo, expresó que estaba "profundamente orgulloso" de cómo los infantes de marina y los marineros respondieron a los tiroteos y dijo: "En el caos de ese momento, fueron desinteresados en sus esfuerzos por cuidar unos de otros, y actuaron con un valor incuestionable".[73]

### Organizaciones musulmanas
Los líderes musulmanes y de las mezquitas de Tennessee condenaron los tiroteos. Paul Galloway, en representación del Consejo Asesor Musulmán Estadounidense, dijo que los musulmanes en Tennessee "expresan nuestro más sentido pésame a las víctimas y sus familias. Los terroristas buscan dividir nuestra sociedad, y rezamos para que todos los estadounidenses se mantengan unidos contra su violencia y odio desenfrenados".
El director ejecutivo nacional del Consejo de Relaciones Estadounidenses-Islámicas, Nihad Awad, dijo: "Tales actos de violencia imperdonables deben ser repudiados por los estadounidenses de todas las religiones y orígenes". El vicepresidente nacional de la comunidad Ahmadía de Estados Unidos declaró: "Si bien aún no sabemos qué motivó a este hombre, instamos a la calma, remitimos a las autoridades para resolver esto con justicia y rezamos por los marines estadounidenses que partieron".

### Medidas de seguridad
A raíz de los tiroteos, el secretario de defensa, Ashton Carter, y el secretario de seguridad nacional, Jeh Johnson, pidieron aumentar las medidas de seguridad en las instalaciones federales por precaución. El 29 de julio, Carter publicó un memorando de dos páginas instruyendo a los comandantes militares y líderes civiles a desarrollar nuevos planes y medidas de seguridad, incluida "la opción de personal armado adicional". Puso énfasis en la seguridad adicional en instalaciones pequeñas y sin vigilancia, como las dos instalaciones militares atacadas por Abdulazeez.
El 15 de agosto, durante un discurso en memoria de las víctimas, pidió una revisión de los procedimientos de seguridad interna para las instalaciones militares en todo el país. El 29 de agosto, la Marina inició una investigación oficial sobre posibles cambios de seguridad, comunicaciones con las fuerzas del orden público y los servicios de emergencia, y la respuesta del personal en el lugar. La investigación está dirigida por un equipo de veinte personas, que presentó un informe de 41 páginas el 26 de septiembre. Aunque el Cuerpo de Marines descartó armar a los reclutadores como medida de seguridad, ya que la mayor parte de su trabajo es interactuar con el público, los funcionarios han comenzado a desarrollar otras opciones.
El senador Ron Johnson anunció su intención de presentar un proyecto de ley que pondría fin a la prohibición de portar armas de fuego en instalaciones militares. La Marina hizo planes para estacionar guardias armados en los 70 centros de reserva que no están ubicados en bases militares y también está considerando proporcionar protección armada para los centros de reclutamiento.
El 18 de julio, dos días después del tiroteo, los gobernadores de Florida, Texas e Indiana ordenaron armar a los miembros de la Guardia Nacional en las oficinas militares y otras instalaciones, junto con la instalación de vidrios a prueba de balas y equipos de videovigilancia más eficientes. Luisiana, Oklahoma y Arkansas hicieron lo mismo al día siguiente. El gobernador de Utah, Gary Herbert, también anunció que el estado "exploraría formas adicionales de proteger a nuestros hombres y mujeres que sirven en las Fuerzas Armadas". En 2014, Utah había aprobado una legislación que permitía a los soldados en las instalaciones de la Guardia Nacional portar armas.